# Maruszka (Siemianówka)
Maruszka – część  wsi Siemianówka w Polsce, położona w województwie podlaskim, w powiecie hajnowskim, w gminie Narewka, nad Zalewem Siemianówka.
W latach 1975–1998 Maruszka administracyjnie należała do województwa białostockiego.